# Awake (Houseduo)
Awake var en elektronisk musikduo som upplöstes sommaren 2013.
Debutsingeln "Nox" släpptes under hösten 2012 via Cosmos Music Group och senare släpptes även singeln "Heartbeats" som placerade sig på Svenska danstopplistan.